# Godło Południowej Afryki

Godło Południowej Afryki

Godło Południowej Afryki, a raczej herb Południowej Afryki – symbol państwowy Południowej Afryki obowiązujący od 27 kwietnia (Dzień Wolności) 2000 roku.

## Opis herbu
Na złotej tarczy, okolonej bordiurą w barwie ochry, para witających się ludzi, również w tej barwie. Tarcza otoczona po bokach kłosami pszenicy. Ponad tarczą, skrzyżowane ze sobą, knobkerrie i włócznia (oszczep), między nimi stylizowany kwiat protei królewskiej. W klejnocie herbu stylizowany sekretarz z rozpostartymi skrzydłami, ponad którym korona wschodzącego słońca.
W dewizie herbowej, na spowijającej ciosy słoniowe zielonej szarfie, motto ǃke e: ǀxarra ǁke (w jednym z języków khoisan, w wolnym przekładzie „zróżnicowani, ale zjednoczeni”).

## Historia
W 1999 roku południowoafrykańskie Ministerstwo Sztuki, Kultury, Nauki i Techniki ogłosiło konkurs na projekt nowego symbolu państwa. Wstępny wzór opracowano na podstawie nadesłanych pomysłów, jednak znaczny wpływ na wybór jego kształtu miał rząd. Ostatecznie wybrano projekt autorstwa Iaana Bekkera.
|           |           |           |
| 1910–1930 | 1930–1932 | 1932–2000 |

### Herby dawnychBantustanów

Transkei
Bophuthatswana
Venda
Ciskei
Gazankulu
QwaQwa
KwaZulu
KwaNdebele
KaNgwane

### Republiki Burskie(niektóre)

Transwal
Wolne Państwo Orania
Stellaland
Nieuwe Republiek
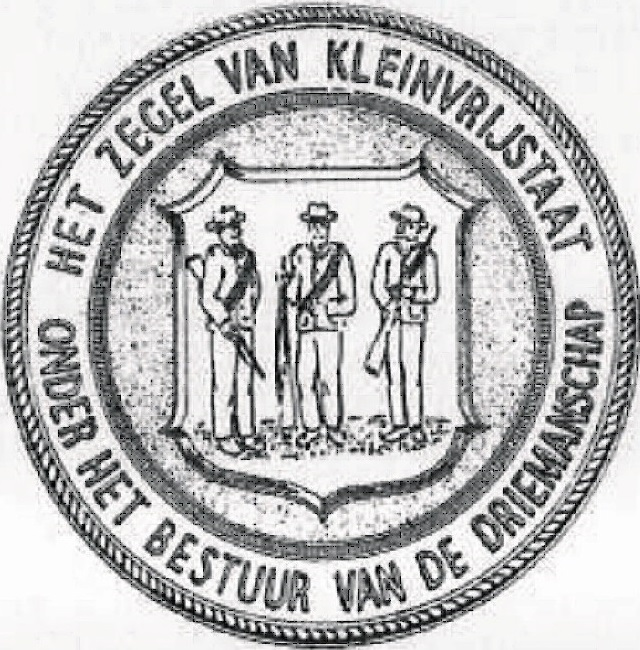
Klein Vrystaat

### Kolonie

Symbol kolonii Holenderskich
Kolonia Transwalu 1904–1910
Kolonia Rzeki Oranje 1902–1910
Kolonia Natalu 1843–1910
Kolonia Przylądkowa 1795–1910